# Corylopsis veitchiana
Corylopsis veitchiana är en trollhasselart som beskrevs av William Jackson Bean. Corylopsis veitchiana ingår i släktet Corylopsis och familjen trollhasselfamiljen. Inga underarter finns listade i Catalogue of Life.

## Bildgalleri

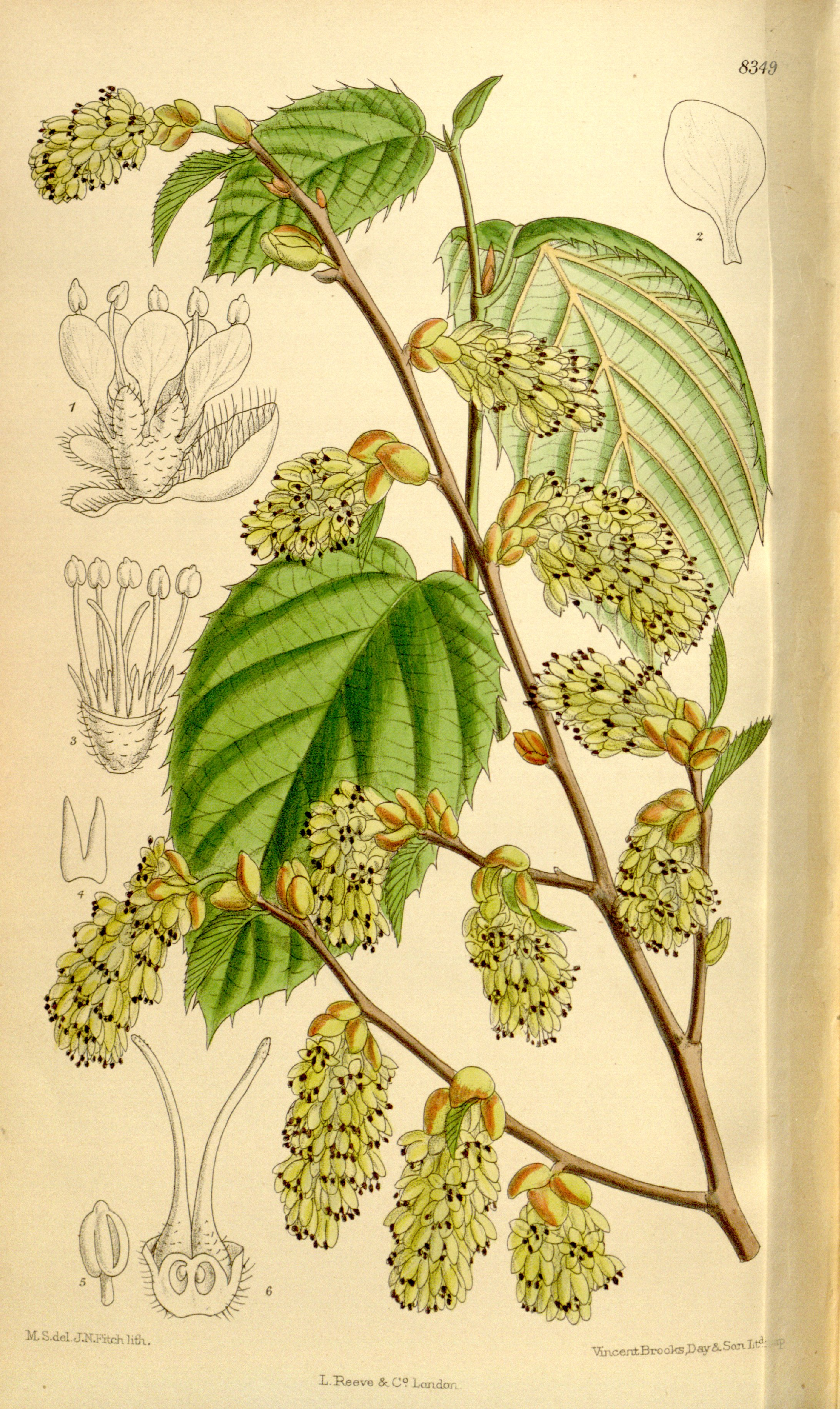
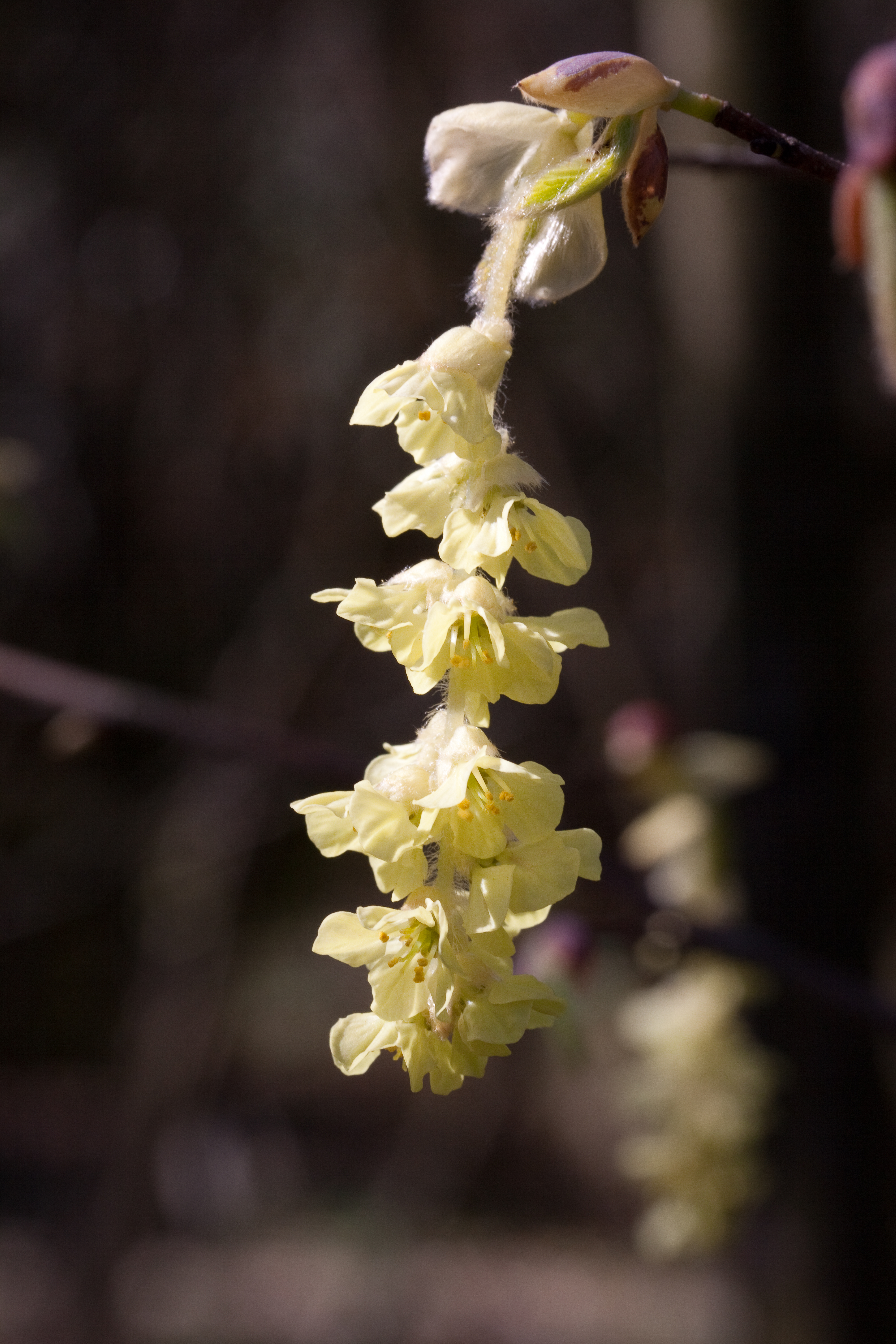
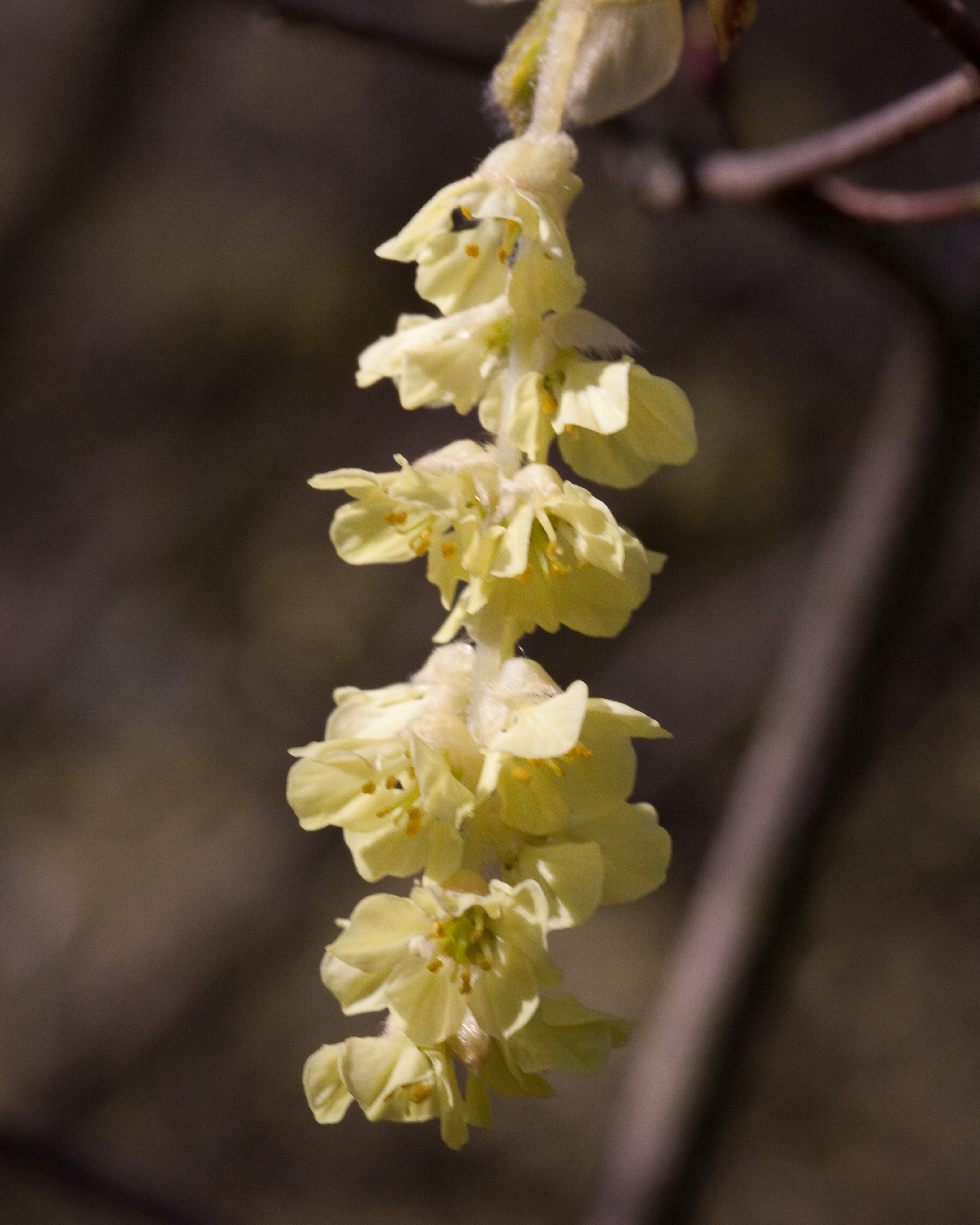
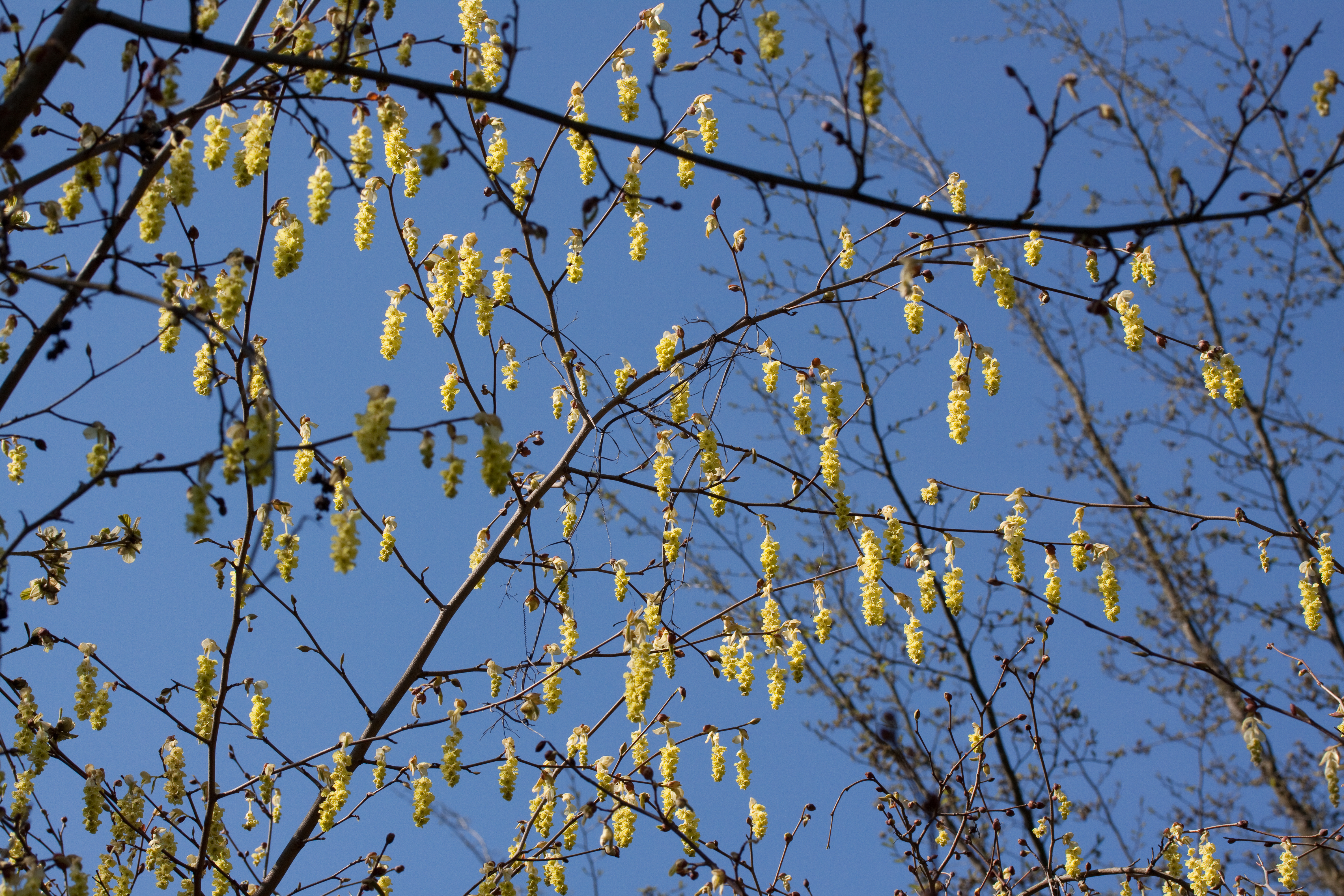
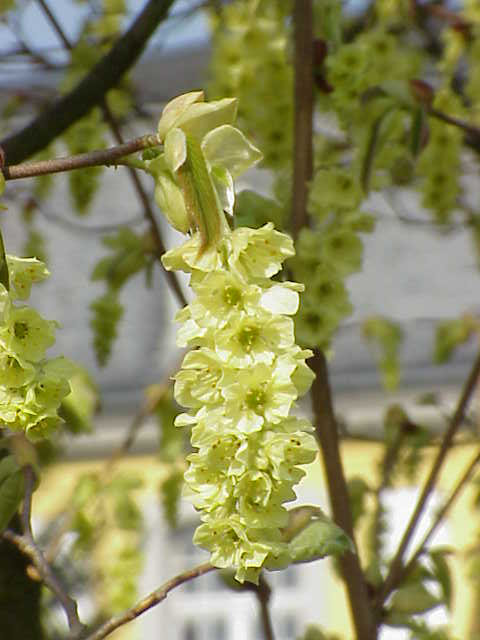
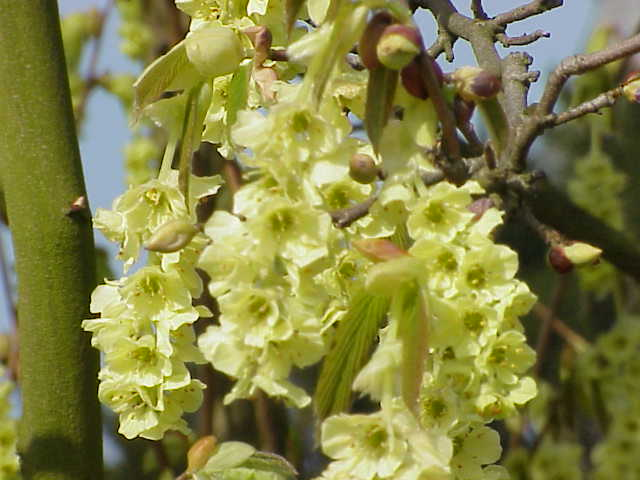